# James Cockburn (9e baronnet)
James Cockburn, 9e baronnet (21 mars 1771 - 26 février 1852), est gouverneur britannique des Bermudes de 1811 à 1812, de 1814 à 1816 et de 1817 à 1819.

## Biographie
Il est le fils aîné de James Cockburn (8e baronnet) (1729-1804) et de sa deuxième épouse, Augusta Anne Ayscough. Son grand-père maternel est Francis Ayscough, doyen de Bristol.
Ses frères cadets sont:
- George Cockburn (10e baronnet) (1772–1853), député et amiral de la flotte du Royaume-Uni;
- William Cockburn (11e baronnet) (1773-1858), Doyen d'York
- Alexander Cockburn (1776-1852) est envoyé extraordinaire du Royaume-Uni et ministre plénipotentiaire auprès du Wurtemberg et du district de Columbia. Il épouse Yolande de Vignier, fille du vicomte de Vignier, dont
  - Alexander Cockburn (12e baronnet), Lord juge en chef d'Angleterre et du pays de Galles.

Le 14 octobre 1801, il épouse Marianna Devereux. Elle est une fille de George Devereux (13e vicomte Hereford) de sa femme Marianna Devereux. Ils ont une fille:
- Marianna Augusta Cockburn. Mariée à James John Hamilton, 2e baronnet.

De 1819 à 1831, il est également payeur et inspecteur général des Royal Marines et obtient le grade de major général en 1831. Il est nommé haut-shérif du Carmarthenshire pour 1847.